# Lucknow–Sitapur–Seramow Provincial State Railway
| Lucknow–Sitapur–Seramow Provincial State Railway | Lucknow–Sitapur–Seramow Provincial State Railway |
| ------------------------------------------------ | ------------------------------------------------ |
| Streckenlänge:                                   | 168 km                                           |
| Spurweite:                                       | Ursprünglich: 1000 mm Seit 2017: 1676 mm         |
|                                                  |                                                  |

Die Lucknow–Sitapur–Seramow Provincial State Railway war eine Eisenbahngesellschaft in Indien.

## Geschichte
Die Bahn wurde am 1. Januar 1891 mit der Bareilly–Pilibheet Provincial State Railway vereint und bildete nun die Lucknow–Bareilly Railway. Mit dieser kam sie später zu den Indian Railways.
Die Schmalspurbahn wurde 2017 auf Breitspur mit einer Spurweite von 1676 mm umgespurt.

## Strecken
Die Eisenbahn betrieb drei Strecken in Meterspur:
- Lucknow–Sitapur, 88 km, eröffnet am 16. November 1886
- Sitapur–Lakhimpur, 45 km, eröffnet am 15. April 1887
- Lakhimpur–Gola Gokaran Nath, 35 km, eröffnet am 4. Dezember 1887.